# Bandaža
Bandaža je kos materiala, ki se uporablja bodisi za podporo medicinskemu pripomočku, kot je povoj ali opornica, lahko pa tudi samostojno za podporo ali omejevanje gibanja dela telesa. Če se uporablja s povojem, se nanese neposredno na rano. Druge bandaže se uporabljajo brez povojev, na primer elastične bandaže, ki se uporabljajo za zmanjšanje otekline ali zagotavljajo podporo zvinu gležnja. Tesne bandaže lahko uporabimo za upočasnitev pretoka krvi do okončine, na primer, ko noga ali roka močno krvavi.
Bandaže so na voljo v različnih vrstah, od splošnih trakov iz blaga do specializiranih bandaž, oblikovanih za določen del telesa. Bandaže lahko pogosto improviziramo, kot to zahteva situacija, z uporabo oblačil, odej ali drugega materiala.

## Vrste

### Lepilni povoj
Samolepilni obliž je kirurški trak z nalepljeno sterilno gazo, ki se uporablja za oskrbo manjših ran, pogosto pri poškodbah prstov. So različno oblikovani za prileganje na določene dele telesa.

### Tekoči povoj
Tekoči povoj je aktualna nega kože za manjše ureznine in rane, ki jo prodaja več podjetij. Izdelki so mešanice kemikalij, ki tvorijo polimerni sloj, ki se veže na kožo. To rano ščiti tako, da umazanija in mikrobi ostanejo zunaj ter vlaga v njej.

### Gazni povoj
Najpogostejši povoj je gazni ga povoj, ki je tkani trak iz materiala z vpojno pregrado Telfa, ki preprečuje lepljenje ran. Gazni povoj je lahko v poljubnem številu širin in dolžin in se lahko uporablja za skoraj vsak povoj, vključno z držanjem povoja na mestu.

### Kompresijski povoj
Izraz "kompresijski povoj" opisuje najrazličnejše povoje z različnimi aplikacijami.
 'Kompresijski povoji s kratkim raztezanjem'  se nanesejo na okončino (običajno za zdravljenje limfedema ali venske razjede). Ta vrsta povoja se lahko po nanosu skrajša okoli okončine in zato med neaktivnostjo ne izvaja vedno večjega pritiska. Ta dinamika se imenuje počitek v mirovanju in velja za varno in udobno za dolgotrajno zdravljenje. Nasprotno pa stabilnost povoja ustvarja zelo visoko odpornost na raztezanje, kadar pritisk izvajamo z notranjim krčenjem mišic in gibanjem sklepov. Ta sila se imenuje delovni tlak.
 'Kompresijski povoji z dolgim raztezanjem'  imajo dolge raztezne lastnosti, kar pomeni, da je njihovo visoko tlačno moč enostavno prilagoditi. Imajo pa tudi zelo visok pritisk v mirovanju in jih je treba odstraniti ponoči ali če je bolnik v počitnem položaju.

### Trikotni povoj
Trikotni povoj, znan tudi kot kravata, je kos blaga, ki je vstavljen v pravokotni trikotnik in je pogosto opremljen z varnostnimi zatiči, da ga pritrdi na svoje mesto. Lahko se uporablja v celoti razvit kot zanka, zložena kot običajen povoj ali za posebne namene, kot na glavi. Ena od prednosti te vrste povoja je, da je lahko improviziran in izdelan iz ostankov blaga ali kosa oblačila. Skavti so uporabo tega povoja popularizirali pri številnih urah prve pomoči, saj je del uniforme "naramnica", ki jo je mogoče zlagati v kravato.

### Cevni povoj
Cevni povoj se nanese z aplikatorjem in je tkan v neprekinjenem krogu. Uporablja se za obloge ali opornice na okončinah ali za podporo zvinom in sevom, tako da ustavi krvavitev.